# Josip Vilfan
Josip Vilfan o Wilfan, italianizzato in Giuseppe Wilfan (Trieste, 30 agosto 1878 – Belgrado, 8 marzo 1955), è stato un politico sloveno con cittadinanza italiana.

## Biografia

### Nell'Impero austro-ungarico
Nasce con il nome Josip Wilfan in una famiglia dell'alta borghesia slovena di Trieste, allora il principale porto dell'Impero austro-ungarico. Il padre era un noto ingegnere civile. Josip frequenta una scuola elementare privata di lingua slovena a Trieste e in seguito si trasferisce con la famiglia a Ragusa, in Dalmazia, dove si diploma in una scuola superiore croata. Studia legge all'Università di Vienna e si laurea nel 1901. Ritorna poi a Trieste e trova impiego come praticante dall'avvocato Matko Laginja, parlamentare croato di orientamento nazional-liberale, prima di aprire un proprio studio legale.
La sua storia politica inizia precocemente: sin dalla giovinezza è membro dell'organizzazione sportiva nazionalista Sokol e, dopo il trasferimento a Vienna, si avvicina agli ideali socialisti e radical-democratici. È influenzato anche dalle teorie sociali di pensatori come Montesquieu, Lessing e Diderot, dall'illuminismo scozzese, dai classici latini (in particolare Cicerone e Seneca) e dal pensiero dei padri fondatori degli Stati Uniti.
Tornato a Trieste, si impegna nella vita pubblica della comunità slovena locale. Pubblica regolarmente sul quotidiano Edinost, il giornale in lingua slovena più importante del litorale, fino alla sua soppressione da parte delle autorità fasciste nel 1928. Nei suoi articoli attacca l'irredentismo italiano e auspica una pacifica coesistenza di nazionalità come sotto la monarchia asburgica. Secondo Vilfan, questa coesistenza è possibile solo mediante un'ampia autonomia locale, una riforma dello stato in senso liberale e una precisa definizione dei diritti linguistici. Vilfan considera Trieste un potenziale modello per tutto l'impero.
Tra il 1909 e il 1917 è membro del consiglio comunale di Trieste come esponente della Lista Nazionale Slava Unita, allora sotto l'egemonia del Partito Nazionale Progressista Sloveno. In questo periodo cerca di rafforzare i rapporti politici con il Partito Social-Democratico Jugoslavo. La sua più importante azione politica fu la richiesta di revisione del censimento della popolazione del 1910, che calcolava in 37.000 il numero degli sloveni residenti a Trieste, poi risultati 57.000 in seguito alla riverifica.
Con l'entrata in guerra dell'Italia nel 1915, Vilfran viene nominato dalle autorità austro-ungariche membro del Consiglio di sicurezza della città di Trieste, un corpo ausiliario di grande influenza creato per aiutare l'esercito dell'impero a evacuare la città in caso di invasione italiana. Il Consiglio di sicurezza è coinvolto anche nella creazione della Guardia civica incaricata di reprimere eventuali azioni sovversive. L'attività del consiglio è diretta in modo particolare contro gli ambienti irredentisti locali, ed entro la fine della guerra diventa estremamente impopolare nella maggioranza italofona di Trieste. Durante la festa di San Silvestro del 1917 organizzata all'interno del Narodni dom dal Sokol, fu proprio Vilfan ad annunciare la fine del lealismo verso la corona austriaca, presentando la richiesta di unificazione di tutti gli sloveni dell'Impero in un proprio stato nazionale, riprendendo perciò i proclami dei movimenti nazionalisti jugoslavi dell'epoca, che intendevano portare Trieste e il circondario all'interno di un nuovo stato degli slavi del sud.

### In Italia
Alla fine della guerra, al momento del collasso dell'Impero austro-ungarico, Vilfan è a Vienna, dove partecipa alla fondazione dello Stato degli Sloveni, Croati e Serbi. In questo periodo collabora con numerosi attivisti liberali, tra i quali Miko Brezigar e Gregor Žerjav, per la creazione di un partito liberale unificato in terra slovena, il Partito Democratico Jugoslavo.
Nel frattempo, con Trieste occupata dall'esercito italiano, Vilfan è favorevole all'annessione della città alla Jugoslavia. Dopo il Trattato di Rapallo, che assegna la quasi totalità dell'ex litorale austriaco al Regno d'Italia, Vilfan si dichiara favorevole a una politica di accordi con le nuove autorità statali. Insieme a Engelbert Besednjak e Virgil Šček, Vilfan si impone gradualmente come il leader delle comunità slovene e croate nella Venezia Giulia. Nel 1921 è eletto al Parlamento del Regno d'Italia con le Liste di slavi e di tedeschi, formate assieme ai candidati sudtirolesi. Con l'ascesa del fascismo, Vilfan diventa più pessimista sull'utilità delle attività parlamentari. Ha colloqui diretti con Mussolini in tre occasioni (nel 1922, nel 1924 e nel 1928) per convincerlo ad adottare una politica più favorevole alle minoranze etniche.
A metà degli anni venti, la sua strategia di collaborazione con le autorità e di resistenza passiva all'italianizzazione voluta dal fascismo viene messa in discussione dalle frange nazionaliste più radicali. Nel 1927 un gruppo di giovani nazionalisti sloveni fonda l'organizzazione militante antifascista TIGR. Nello stesso periodo, Vilöfanm intratenne contati con lo storico e quacchero inglese John S. Stephens, il quale stava approntando una enquête sulla difficile situazione delle minoranze linguistiche nell'Italia fascista, pubblicata nel 1929.
Vilfan stesso è vittima della violenza fascista. Nel 1920 le camicie nere distruggono il suo ufficio e la sua casa di famiglia a Trieste. Nel 1926 viene arrestato durante un soggiorno a Roma. L'anno seguente è di nuovo arrestato a Firenze e resta in carcere per alcune settimane. Nel 1928, quando il suo ultimo colloquio con Mussolini non porta ad alcun risultato, decide di fuggire dall'Italia.

### In Jugoslavia
Nel 1928 si stabilisce a Vienna, dove diventa uno dei leader (e in seguito presidente) del Congresso delle nazionalità europee. In questo periodo collabora con il politico cristiano-socialista Engelbert Besednjak per l'internazionalizzazione della questione delle minoranze jugoslave in Italia, e scrive numerosi saggi sui diritti delle minoranze e sulle relazioni internazionali.
Dopo l'Anschluss del 1938, Vilfan si trasferisce a Belgrado, dove passerà il resto della sua vita. Tra il 1945 e il 1954 collabora con la Lega dei Comunisti di Jugoslavia come esperto della questione triestina. Muore a Belgrado nel 1955 ed è sepolto a Lubiana.

## Influenza ed eredità
Negli anni venti Vilfan è stato una delle figure più influenti tra i liberali sloveni, in particolare nel litorale sloveno. Tra il 1921 e il 1928 è direttore del quotidiano Pravni vestnik, una delle pubblicazioni di giurisprudenza più importanti della Jugoslavia.
Negli anni trenta la posizione di Vilfan sulla questione etnica comincia a essere severamente criticata dagli esponenti più radicali della minoranza slovena in Italia, in particolare dai circoli jugoslavi vicini a Lavo Čermelj e Ivan Marija Čok, favorevoli a una "soluzione territoriale" con l'annessione alla Jugoslavia dell'Istria, di Trieste e del litorale sloveno. Le sue idee vengono rifiutate anche dai militanti del TIGR, che adottano una strategia di confronto violento con il regime fascista. Durante la Seconda guerra mondiale, le posizioni di Vilfan vengono pubblicamente rigettate dai leader comunisti dell'Esercito popolare di liberazione della Jugoslavia.

## Vita privata
Vilfan è nato in una benestante famiglia slovena di Trieste. Suo nipote Sergij Vilfan è stato uno storico rinomato; suo figlio Draško Vilfan un fisico, mentre l'altro figlio, Joža, è diventato un attivista comunista e in seguito un diplomatico. Suo nipote Jernej Vilfan è uno scrittore e saggista.